# Mount Josephine (Antarktika)
Mount Josephine ist ein 487 m hoher Berg mit markanten Felsvorsprüngen im westantarktischen Marie-Byrd-Land. Er ragt 10 km südöstlich des Bowman Peak in den Alexandra Mountains auf.
Entdeckt wurde er bei einem Überflug am 5. Dezember 1929 bei der ersten Antarktisexpedition (1928–1930) des US-amerikanischen Polarforschers Richard Evelyn Byrd. Dieser benannte den Berg im Zuge seiner zweiten Antarktisexpedition (1933–1935) nach Josephine Clay Ford (1923–2005), Tochter von Edsel Ford, dem damaligen Präsidenten der Ford Motor Company und Sponsor beider Forschungsreisen.